# Protionamid
Protionamid (łac. protionamidum) – wielofunkcyjny organiczny związek chemiczny, pochodna tiomocznika,  bakteriobójczy antybiotyk, podawany w formie proleku, stosowany w leczeniu gruźlicy oraz trądu.

## Mechanizm działania
Protionamid jest antybiotykiem bakteriostatycznym. Protionamid jest częściowo metabolizowany do czynnej pochodnej sulfoksydowej. Protionamid maksymalne stężenie we krwi osiąga po 3 godzinach od podania. 

## Zastosowanie
- gruźlica lekooporna[2]
- mykobakterioza[2]
- trąd[2]

Protionamid nie jest dopuszczony do obrotu w Polsce (2016).

## Działania niepożądane
Protionamid może powodować następujące działania niepożądane, występujące ≥1/1000 (bardzo często, często i niezbyt często):
- zawroty głowy,
- ból głowy,
- metaliczny lub siarkowy posmak w ustach,
- zwiększone wydzielanie śliny
- anoreksja,
- utrata apetytu,
- nudności,
- wymioty,
- wzdęcie,
- biegunka,
- zaparcie,
- dyspepsja,
- wzrost aktywności aminotransferazy alaninowej (AlAT) w osoczu krwi,
- wzrost aktywności aminotransferazy asparaginianowej (AspAT) w osoczu krwi.